# Aktiv dødshjælp
 Denne artikel omhandler overvejende eller alene danske forhold. Hjælp gerne med at gøre artiklen mere almen.
Aktiv dødshjælp, også kaldet eutanasi (fra græsk : εὐθανασία, euthanasía; oversat "let, lykkelig død" af εὖ, eu; oversat "godt" - θάνατος, Thanatos, "døden"), er handling, der har til hensigt at bringe patientens liv til ophør.
I den etiske debat om aktiv dødshjælp optræder begrebet passiv dødshjælp. Disse to begreber dækker over forskelligheder i lægelig - og juridisk henseende.

## Eutanasi
Eutanasi er kategoriseret på forskellige måder. I nogle lande er der en offentlig kontrovers over de moralske -, etiske - og juridiske spørgsmål af eutanasi. De personer, som er imod eutanasi argumenterer for livets hellighed, mens de personer, som er fortalere for eutanasirettigheder argumenterer for at lindre lidelse, kropslig integritet, selvbestemmelse og personlig autonomi.

### Danske forhold
Ved aktiv dødshjælp er hensigten med de handlinger, der sigtes til, at bringe patientens liv til ophør.
Aktiv dødshjælp er forbudt i Danmark, jf. Straffeloven § 239.
I en måling foretaget af Rambøll/Analyse Danmark i år 2006 gik næsten 70 % af danskere ind for aktiv dødshjælp, mens 20 % var imod. På Christiansborg er alle partier officielt imod aktiv dødshjælp, undtagen Liberal Alliance, som pr. 2012 ikke har taget stilling. I 2006 udtalte daværende formand for Det Etiske Råd, Jacob Birkler:
| Citat                                                  | Vi er ikke blinde for danskernes holdning. Det ville være arrogant. Jeg får dagligt henvendelser fra borgere om aktiv dødshjælp. Vi er lydhøre over for, hvad der sker på det kliniske felt, og hvad borgerne mener. Men det afgørende for Det Etiske Råd er, at vi skaber fundamentet for en ordentlig debat. | Citat |
| — Jacob Birkler, formand for Det Etiske Råd i år 2006. | |       |

Det Etiske Råd har fire gange taget stilling spørgsmålet om dødshjælp, senest i 2023, hvor et flertal af medlemmerne fortsat var imod en lovliggørelse. Ved rådets stillingtagen i 2023 udtalte formanden for Lægeforeningen Camilla Rathcke samme holdning som tidligere, at de heller ikke var for aktiv dødshjælp.
Landsforeningen En Værdig Død har hjulpet døende danskere til Schweiz for at afslutte deres liv gennem assisteret selvmord, som er en lovlig handling i Schweiz.

### Udenlandske forhold
Den britiske House of Lords Select Committee om Medicinsk Etik definerer eutanasi som "et bevidst indgreb foretages med den udtrykkelige hensigt at afslutte et liv, for at lindre intraktable lidelser". I Nederlandene er eutanasi forstået som "opsigelse af livet ved en læge på anmodning af en patient ".
En jurisdiktion, hvor eutanasi eller assisteret selvmord (eng.: assisted dying) er lovligt, omfatter Holland, Belgien, Luxembourg, Schweiz, Washington, Oregon, Estland, Albanien og Montana.

## Passiv dødshjælp

### Danske forhold
Ifølge Det Etiske Råd beskrives passiv dødshjælp med følgende betegnelse:
| Citat             | Passiv dødshjælp er en betegnelse, som ved livets afslutning af og til anvendes om lægelige indgreb og beslutninger, der som en sidevirkning kan føre til fremskyndelse af patientens død. Det er med andre ord blevet en konvention i debatten, at passiv dødshjælp dækker over afbrydelse af livsforlængende behandling samt lindrende behandling af døende, der forudsigeligt fremskynder dødens indtræden. | Citat |
| — Det Etiske Råd. | |       |

Hensigten med passiv dødshjælp er at foretage lindrende behandling af den døende. Uanset om døden skulle indtræde tidligere på grund af smertelindring, er der ikke tale om aktiv dødshjælp, men hjælp til at leve mere tåleligt, indtil døden indtræder.
Passiv dødshjælp kan initialiseres i tilfælde, hvor lægen følger patientens ret til at fravælge behandling og dermed handle ud fra det lovfæstede princip om, at en beslutningsdygtig patient ikke må udsættes for tvang. Lægen kan også beslutte at afbryde eller undlade livsforlængende behandling for en ikke beslutningsdygtig og uafvendeligt døende patient ud fra vurderingen af, at behandlingen er udsigtsløs eller vil føre til mere skade end gavn.